# Число Линделёфа
Число Линделёфа — один из кардиналов, характеризующий топологическое пространство: наименьший кардинал {\displaystyle {\mathfrak {m}}}, такой, что из каждого открытого покрытия пространства {\displaystyle X} можно выбрать подпокрытие мощности не больше {\displaystyle m}. Стандартное обозначение — {\displaystyle l(X)}.
Так как в компактах можно выбрать даже конечное подпокрытие, то число Линделёфа в конечных случаях принимается за {\displaystyle \aleph _{0}} (конечные случаи, как правило, интереса не представляют). Если число Линделёфа пространства {\displaystyle X} равно {\displaystyle \aleph _{0}}, то {\displaystyle X} называют линделёфовым пространством.
Число Линделёфа пространства {\displaystyle X} не выше его сетевого веса ({\displaystyle l(X)\leqslant nw(X)}). Мощность хаусдорфова пространства {\displaystyle X} не больше, чем {\displaystyle 2^{l(X)*\chi (X)}}, где {\displaystyle \chi (X)} — характер топологического пространства {\displaystyle X}.
Числа Линделёфа некоторых пространств:
- {\displaystyle l(\mathbb {R} ^{n})=\aleph _{0}} (лемма Линделёфа);
- {\displaystyle l(L)=2^{\aleph _{0}}} ({\displaystyle L} — плоскость Немыцкого);
- {\displaystyle l(J({\mathfrak {m}}))={\mathfrak {m}}} ({\displaystyle J({\mathfrak {m}})} — ёж колючести {\displaystyle {\mathfrak {m}}});
- {\displaystyle l(\mathbb {S} )=\aleph _{0}} ({\displaystyle \mathbb {S} } — прямая Зоргенфрея);
- {\displaystyle l(\mathbb {S} ^{2})={\mathfrak {c}}} (число Линделёфа квадрата прямой Зоргенфрея равно континууму).